# 1954-es Formula–1 brit nagydíj
A brit nagydíj volt az 1954-es Formula–1 világbajnokság ötödik futama, amelyet 1954. július 17-én rendeztek meg a brit Silverstone Circuiten, Silverstone-ban.

## Futam
A negyedik versenyt az angliai Silverstone-ban rendezték, ahol 1951-ben González meghozta a Ferrari első futamgyőzelmét. Bár Fangio rajtolhatott az élről, végül még a dobogóról is lecsúszott, csupán a negyedik helyen ért célba. A második helyről rajtoló González megismételte három évvel korábbi sikerét, ezzel második, és egyben utolsó futamgyőzelmét aratta a Formula–1-ben. Mögötte a harmadik helyről rajtoló Hawthorn ért célba, így a Ferrari kettős győzelmet ünnepelhetett. a dobogó legalsó fokára a szintén argentin Onofre Marimón állhatott, a Maseratival, az utolsó pontszerző helyen pedig a ferrari francia pilótája Maurice Trintignant futott be. A leggyorsabb kör tekintetében történelmi esemény következett be a tizedmásodperc pontos időmérésnek köszönhetően. Ascari, Behra, Fangio, González, Hawthorn, Marimón és Moss mind 1:50-es kört futottak, így a leggyorsabb körért járó egy pontot megosztották közöttük, mindegyikük 1/7 pontot kapott.
| Helyezés | Rajtszám | Versenyző                      | Csapat/Motor          | Futott kör | Idő/Kiesés oka    | Rajthely | Pont |
| -------- | -------- | ------------------------------ | --------------------- | ---------- | ----------------- | -------- | ---- |
| 1        | 9        | José Froilán González          | Ferrari               | 90         | 2h56:14           | 2        | 8.14 |
| 2        | 11       | Mike Hawthorn                  | Ferrari               | 90         | + 1:10            | 3        | 6.14 |
| 3        | 23       | Onofre Marimón                 | Maserati              | 89         | + 1 kör           | 28       | 4.14 |
| 4        | 1        | Juan Manuel Fangio             | Mercedes              | 89         | + 1 kör           | 1        | 3.14 |
| 5        | 10       | Maurice Trintignant            | Ferrari               | 87         | + 3 kör           | 8        | 2    |
| 6        | 4        | Roberto Mieres                 | Maserati              | 87         | + 3 kör           | 32       |      |
| 7        | 2        | Karl Kling                     | Mercedes              | 87         | + 3 kör           | 6        |      |
| 8        | 8        | Ken Wharton                    | Maserati              | 86         | + 4 kör           | 9        |      |
| 9        | 19       | André Pilette                  | Gordini               | 86         | + 4 kör           | 12       |      |
| 10       | 29       | Bob Gerard                     | Cooper-Bristol        | 85         | + 5 kör           | 18       |      |
| 11       | 25       | Don Beauman                    | Connaught-Lea-Francis | 84         | + 6 kör           | 17       |      |
| 12       | 3        | Harry Schell                   | Maserati              | 83         | + 7 kör           | 16       |      |
| 13       | 23       | Leslie Marr                    | Connaught-Lea-Francis | 82         | + 8 kör           | 22       |      |
| 14       | 26       | Leslie Thorne                  | Connaught-Lea-Francis | 78         | + 12 kör          | 23       |      |
| 15       | 28       | Horace Gould                   | Cooper-Bristol        | 44         | + 46 kör          | 20       |      |
| Ki       | 7        | Stirling Moss                  | Maserati              | 80         | Tengely           | 4        | 0.14 |
| Ki       | 22       | Bill Whitehouse                | Connaught-Lea-Francis | 63         | Üzemanyagrendszer | 19       |      |
| Ki       | 17       | Jean Behra                     | Gordini               | 54         | Felfüggesztés     | 5        | 0.14 |
| Ki       | 5        | Roy Salvadori                  | Maserati              | 53         | Váltóhiba         | 7        |      |
| Ki       | 6        | Prince Bira Ron Flockhart      | Maserati              | 44         | Baleset           | 10       |      |
| Ki       | 32       | Luigi Villoresi Alberto Ascari | Maserati              | 40         | Motorhiba         | 27       |      |
| Ki       | 24       | John Riseley-Prichard          | Connaught-Lea-Francis | 40         | Baleset           | 21       |      |
| Ki       | 12       | Reg Parnell                    | Ferrari               | 25         | Motorhiba         | 14       |      |
| Ki       | 31       | Alberto Ascari                 | Maserati              | 21         | Motorhiba         | 30       | 0.14 |
| Ki       | 18       | Clemar Bucci                   | Gordini               | 18         | Baleset           | 13       |      |
| Ki       | 20       | Peter Collins                  | Vanwall               | 16         | Motorhiba         | 11       |      |
| Ki       | 14       | Robert Manzon                  | Ferrari               | 16         | Motorhiba         | 15       |      |
| Ki       | 21       | Peter Whitehead                | Cooper-Alta           | 4          | Olajszivárgás     | 24       |      |
| Ki       | 30       | Eric Brandon                   | Cooper-Bristol        | 2          | Motorhiba         | 25       |      |
| Ki       | 15       | Louis Rosier                   | Ferrari               | 2          | Motorhiba         | 31       |      |
| NI       | 27       | Alan Brown                     | Cooper-Bristol        |            | Nem indult        | 26       |      |
| NI       | 30       | Rodney Nuckey                  | Cooper-Bristol        |            | Nem indult        | 29       |      |

## Statisztikák
Vezető helyen:
- José Froilán González: 90 (1-90)
- González 2. győzelme, Fangio 13. pole-pozíciója. Ferrari 18. győzelme.
- Heten futottak 1.50,0-es leggyorsabb kört, ezért az egy pontot 7x0,14 arányban a következő versenyzők kapták: Alberto Ascari, Jean Behra, Juan Manuel Fangio, José Froilán González, Mike Hawthorn, Onofre Marimón és Stirling Moss.
- Megosztott autók:
  - #6-os autó: Prince Bira (42 kör), majd Ron Flockhart (2 kör)
  - #32-es autó: Luigi Villoresi (30 kör), majd Alberto Ascari (10 kör)
- Ez volt Horace Gould és a Vanwall csapat első, valamint Alan Brown, Reg Parnell és Peter Whitehead utolsó Formula–1-es versenye.